# مارمورا
مارمورا (به ایتالیایی: Marmora) یک کومونه در ایتالیا است که در استان کونیو واقع شده‌است.

## خصوصیات
مارمورا ۴۱٫۲ کیلومترمربع مساحت و ۹۷ نفر جمعیت دارد و ۱٬۲۲۳ متر بالاتر از سطح دریا واقع شده‌است.